# Rakúsy
Rakúsy (in ungherese Rókus, in tedesco Roks) è un comune della Slovacchia facente parte del distretto di Kežmarok, nella regione di Prešov.